# Шинн, Ларри
Ла́рри Дуайт Шинн (англ. Larry Dwight Shinn; 16 января 1942, Аллайанс — 2 апреля 2025) — американский религиовед, индолог и теолог, ректор Берия-колледжа (1994—2012), пастор методистской церкви. Шинн опубликовал исследования по индийским религиям и межрелигиозному диалогу. Он также много писал и выступал по тематике новых религиозных движений, в частности по «промыванию мозгов» и антикультовому движению в США.
С конца 1960-х годов Шинн специализируется на изучении Международного общества сознания Кришны (ИСККОН). В 1987 году выпустил монографию «Тёмноликий Господь» (The Dark Lord: Cult Images and the Hare Krishnas in America), посвящённую тематике гаудия-вайшнавизма и ИСККОН в США. Ларри Шинн был одним из первых западных учёных, выступивших в защиту кришнаитов от критики антикультового движения и признавших религиозную аутентичность ИСККОН как одного из течений индуистской традиции вайшнавизма.

## Биография
Ларри Двайт Шинн родился 16 января 1942 года в городе Аллайанс штата Огайо. Он был вторым из четырёх детей в семье Двайта и Дорис Шинн. Вырос на маленькой ферме. В детстве и юности активно занимался спортом — был капитаном команды американского футбола, а также увлекался игрой в бейсбол, бегом и ходил в походы с бойскаутами. Шинн с юности посвятил себя религиозной деятельности — ещё в средней школе он получил официальную лицензию местной методистской церкви и стал проповедником.
После окончания школы, Шинн изучал богословие, историю и психологию в Колледже Болдуина-Уоллеса (1960—1964). Там он был избран капитаном всеамериканской методистской футбольной команды, а в 1963—1964 годах был признан лучшим атлетом. В 1963 году он женился на Нэнси Ли Олбрайт, с которой встречался ещё в школе. После окончания учёбы в колледже в 1964 году, Шинн вместе со своей женой провёл два года в Иордании, где работал учителем в христианской миссионерской школе.
После возвращения с Ближнего Востока, Шинн с 1965 по 1968 год обучался в Богословской школе Университета Дрю, который и окончил по специальности «Новый Завет». В это время в семье Шинн родился первый ребёнок — дочь Кристи. В 1968 году Шинн поступил в Принстонский университет, где изучал историю религии со специализацией на индийских религиях. В частности он изучал буддийские традиции и индуизм, где его специализацией были традиции кришнаитского бхакти. В 1972 году в Принстонском университете Шинн защитил докторскую диссертацию на тему «Krsna’s Lila: An Analysis of the Relationship of the Notion of Deity and the Concept of Samsara in the Bhagavata Purana», получив докторскую степень по истории религии.
В период с 1970 по 1984 год Шинн занимался преподавательской деятельностью в Оберлинском колледже. В Оберлине Шинн стал доцентом, а в 1982 году — профессором религиоведения. Он давал курсы по религиоведению «Religion as a World Phenomenon» («Религия как мировой феномен»), по индийским религиям, «Hindu and Buddhist Traditions in India» («Индуистские и буддийские традиции Индии») и «The Life and Teachings of Gandhi» («Жизнь и учение Ганди»), по методологии «Psychology and Religion» («Психология и религия»), а также «Approaches to the Study of Religion» («Различные подходы к изучению религий»).
После переезда в Оберлин в 1970 году, Шинн был посвящён в сан старейшины Объединённой методистской церкви. Во время пребывания в Оберлине, Шинн занимался активной деятельностью, направленной на расширение методистских благотворительных программ — он давал семинары, лекции и проповеди в местных церквях, акцентируя внимание на проблеме голода в мире. Вдобавок к этому, Шинн исполнял обязанности пастора для нескольких местных церквей. По данным на 2011 год, Шинн продолжает быть членом Объединённой методистской церкви.
В 1984 году Шинн перешёл в Бакнеллский университет, где занял должность декана, заведовавшего 24 кафедрами. Шинн выступил инициатором крупных изменений условий приёма в университет. В результате, количество обучающихся в университете чернокожих студентов увеличилось более чем в четыре раза. Шинн также был назначен профессором кафедры религиоведения.
В 1994 году Шинн был назначен восьмым в истории ректором Берия-колледжа в Кентукки, где провёл ряд реформ, в результате которых бо́льшую роль в принятии решений стал играть коллегиальный метод. В 2012 году ушёл на пенсию.
За свою карьеру, Ларри Шинн написал две монографии, одну работу в соавторстве и выступил редактором ещё трёх. Шинн также является автором двух дюжин научных публикаций и ряда рецензий. Он опубликовал исследования по индийским религиям и межрелигиозному диалогу. Шинн также много писал и выступал по тематике религиозного обращения и антикультовому движению в США, затрагивая такие темы, как промывания мозгов. В своих последних публикациях, Шинн в основном обсуждает религию и экологию, а также межрелигиозный диалог.
Умер 2 апреля 2025 года в возрасте 83 лет.

## Научные труды

### Монографии
- Shinn, Larry D.; Bromley, David G. (1989), Krishna Consciousness in the West, Bucknell University Press, ISBN 083875144X
- Shinn, Larry D.; Crim, Keith R.; Bullard, Roger Aubrey (1981), Abingdon Dictionary of Living Religions, Abingdon, ISBN 0687004098
- Shinn, Larry D. (1987), The Dark Lord: Cult Images and the Hare Krishnas in America, Westminster Press, ISBN 0664241700
- Шинн, Ларри. «Становление Движения сознания Кришны в Америке». — ISKCON Communications Journal, 2/1, 1994. Архивировано 7 декабря 2007 года.

### Статьи
- «International Society for Krishna Consciousness», Encyclopedia of Religion (2nd Edition), edited by Lindsay Jones, Thomson Gale Macmillan Reference, 2005, pp. 4521-4524.
- «Berea College: Planning for Retention», Powerful Partnerships: Independent Colleges Share High-impact Strategies for Low-income Student Success, edited by Richard Ekman, Russell Garth, and John F. Noonan, Lumina Foundation for Education, 2004, pp. 69-77.
- «Foreword», The Hare Krishna Movement: The Postcharismatic Fate of a Religious Transplant, edited by Edwin F. Bryant and Maria L. Ekstrand. Columbia University, 2004, pp. xv-xix.
- «A Conflict of Cultures: Governance at Liberal Arts Colleges», Change, Vol. 36, No. 1, January/February 2004, pp. 18-26.
- «Faith, Reason, and ‘Know Thyself’’», LiberalArtsOnline, Vol. 4, No. 1, January 7, 2004.
- «World Religions», Encyclopedia of Sociology (2nd Edition), edited by Edgar F. Borgatta and Rhonda Montgomery. New York: Macmillan Reference, 2000.
- «International Society for Krishna Consciousness», Religions of the World: A Comprehensive Encyclopedia of Beliefs and Practices, Volume 2, edited by J. Gordon Melton and Martin Baumann. Santa Barbara, California: ABC-CLIO, 2002, pp. 662—663.
- «The Inner Logic of Gandhian Ecology», Hinduism and Ecology: The Intersection of Earth, Sky, and Water, edited by Christopher Key Chapple and Mary Evelyn Tucker. Cambridge: Harvard University Press, 2000, pp. 213-41.
- «Foreword», Betrayed of the Spirit: My Life Behind the Headlines of the Hare Krishna Movement, by Nori J. Muster. Chicago: The University of Illinois Press, 1997 (Paperback 2001), pp. ix-xix.
- «Who Gets to Define Religion? The Conversion/Brainwashing Controversy», Religious Studies Review, Vol. 19, No. 3, July 1993, pp. 195—207.
- «Words, Symbols, Experience, and the Naming of the Divine» Journal of Ecumenical Studies, 29:3-4, Summer-Fall, 1992, pp. 418-31.
- «Cult Conversions and the Courts: Some Ethical Issues in Academic Expert Testimony», Sociological Analysis, Vol. 53, No. 3, Fall 1992, pp. 273-85.
- «Social Aspects of World Religions», Encyclopedia of Sociology, edited by Edgar F. and Marie L. Borgatta. New York: Macmillan Publishing Company, 1992, Vol. 4, pp. 2267—2279.
- «The Search for Meaning in Conversions to ISKCON», Krishna Consciousness in the West, edited by David G. Bromley and Larry D. Shinn. London & Toronto: Associated University Presses (and Bucknell University Press), 1989. pp. 117—134. (Also an Introduction on pp. 13-34.)
- «Inside the Mind of the Infinite», In Search of the Divine: Some Unexpected Consequences of Interfaith Dialogue, edited by Larry D. Shinn. New York: Paragon House Publishers, 1987, pp. xiii-xxix.
- «The Future of an Old Man’s Vision: ISKCON in the Twenty-First Century», The Future of New Religious Movements, edited by David G. Bromley and Phillip E. Hammond. Macon, Georgia: Mercer University Press, 1987, pp. 123—140.
- «Behind the Avatara Krishna: Bhagavan in the Bhagavata Purana», Dialogue and Alliance (Theme Issue: «Avatara and Incarnation»), Vol. 1, No. 2, Summer 1987, pp. 13-32.
- «Conflicting Networks: Guru and Friend in ISKCON», Religious Movements: Genesis, Exodus and Numbers, edited by Rodney Stark. New York: Paragon House Press, 1985, pp. 95-114.
- «The Goddess: Theological Sign or Religious Symbol?» NVMEN: International Review for the History of Religions, Vol. XXXI, No. 2, December 1984, pp. 175-98.
- «Auroville: Visionary Images and Social Consequences in a South Indian Utopia», Religious Studies (Cambridge), Vol. 20, No. 2, June 1984, pp. 239-53.
- «Initial Views on ISKCON», Hare Krishna, Hare Krishna, edited by Steven J. Gelbert. New York: Grove Press, 1983, pp. 61-100.
- «The Many Faces of Krishna», Alternatives to American Mainline Churches, edited by Joseph H. Fichter. New York: Rose of Sharon Press, 1983, pp. 113—135.
- «Precision or Reductionism: Whence Myth Studies?» Religious Studies, (Cambridge), 17:3, September 1981, pp. 369-77.
- «The Five Arms of Siva: Oral Transmission of Concepts in South Indian Saivism», Ohio Journal of Religious Studies, 3:1, March 1975, pp. 31-44.
- «Death and the Puranas», Death and Eastern Thought, edited by Frederick Holck. Nashville: Abingdon Press, 1974, pp. 78-96
- «Indian Communalism and the Secular State», Indian Journal of Political Science, January-March 1971, pp. 32-45.
- Review. Malory Nye, Multiculturalism and Minority Religions in Britain: Krishna Consciousness, Religious Freedom, and the Politics of Location, Richmond, Surrey: Curzon Press. 2001, in International Journal of Hindu Studies, forthcoming Fall 2004.
- Review. Tommy H. Poling and J. Frank Kennedy, The Hare Krishna Character Type: A Study in the Sensate Personality. Queenston, Ontario: The Edwin Mellon Press, 1986, in Religious Studies Review, Vol. 13, No. 3, July 1987.
- Review. Modern Indian Interpreters of the Bhagavadgita, edited by Robert N. Minor. State University of New York, 1986, in CHOICE, May 1987.
- Review. Ninian Smart and Swami Pumananda, Prophet of a New Hindu Age: The Life and Times of Acharya Pranavananda. Allen & Unwin, 1985, in CHOICE, May 1987.
- Review. Paul B. Courtright, Ganesa: Lord of Obstacles, Lord of Beginnings. New York: Oxford University Press, 1985, in CHOICE, October 1986.
- Review. Roy Wallis, The Elementary Forms of the Religious Life. London: Routledge and Kegan Paul, 1984, in NVMEN: International Review for the History of Religions, Winter 1985.
- Review. Lee Siegel, Fires of Love, Waters of Peace: Passion and Renunciation in Indian Culture. Honolulu: University of Hawaii Press, 1983, pp. 122, in NVMEN: International Review for the History of Religions, Winter 1984.
- Review. J. Gordon Melton and Robert L. Moore, The Cult Experience: Responding to the New Religious Pluralism. New York: Pilgrim Press, 1982, in The Chicago Theological Register, Vol. LXXIII, No. 1, Winter 1983, pp. 55-56.
- Review. Edmour J. Babineau, Love of God and Social Duty in the Ramcaritmanas. Delhi: Motilal Banarsidas, 1979, in Religious Studies Review, Vol. 7, No. 7, April 1981, pp. 184-5.
- Review. Wendy Doniger O’Flaherty, Women, Androgynes, and Other Mythical Beasts. Chicago: University of Chicago Press, 1980, in South Asia in Review, Vol. 5, Nos. 2 & 3, January 1981, pp. 6-7.
- Review. Hugh R. Downs, Rhythms of a Himalayan Village. New York: Harper and Row, 1980, in Religious Studies Review, Vol. 7, No. 1, January 1981, p. 93.
- Review. K.R. Van Kooij, Religion in Nepal, Leiden: E.J. Brill, 1978 in Religious Studies Review, Vol. 6, No. 1, January 1980, p. 84.
- Review. Wendy Doniger O’Flaherty, The Origins of Evil in Hindu Mythology. Berkeley: University of California Press, 1976, in Religious Studies Review, Vol. 5, No. 3, July 1979, p. 207.
- Review. Sukumari Bhattacharji, The Indian Theogony (Revised Indian Edition). Bombay: Mudhopadhyay, 1978, in South Asia in Review, Vol. 3, No. 1, August 1978, p. 3.
- Review. John H. Hick, Death and Eternal Life. New York: Harper and Row, 1977, in Religion and Life, XLVI, No. 3, Autumn 1977, pp. 386-87.
- Review. Douglas Fox, Mystery and Meaning. Philadelphia: The Westminster Press, 1975, in Religion and Life, XVL, Autumn 1976, pp. 383-84.
- Review. Sukumari Bhattacharji, The Indian Theogony. Cambridge: Cambridge University Press, 1970, in Journal of Asian Studies, XXI, No. 3, May 1972, pp. 669—700.